# 诺尔日城
诺尔日城（法語：Norges-la-Ville，法語發音：[nɔʁʒ la vil]）是法国科多尔省的一个市镇，位于该省东部，省会第戎以北，属于第戎区。

## 地理
诺尔日城（47°24'28"N, 5°4'37"E）面积11 平方千米，位于法国勃艮第-弗朗什-孔泰大區科多尔省，该省份为法国中东部省份，北起奥布省，西接涅夫勒省和约讷省，南至索恩-卢瓦尔省，东南接汝拉省，东临上索恩省，东北部与上马恩省接壤。
与诺尔日城接壤的市镇（或旧市镇、城区）包括：马尔萨奈勒布瓦、贝勒丰、阿涅尔莱第戎、萨维尼勒塞克、布勒蒂尼、克莱奈、梅西尼和旺图。

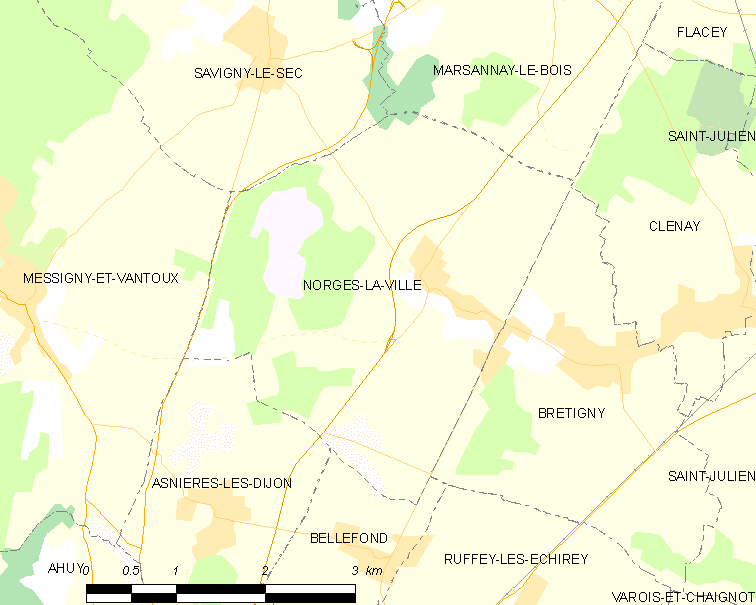
诺尔日城的OSM定位图

诺尔日城的时区为UTC+01:00、UTC+02:00（夏令时）。

## 行政
诺尔日城的邮政编码为21490，INSEE市镇编码为21462。

## 政治
诺尔日城所属的省级选区为方丹莱第戎县。

## 人口

1962-2008年间诺尔日城人口变化图示

诺尔日城于2022年1月1日时的人口数量为946人。